# Hobart-Klasse
Die Hobart-Klasse, auch als Sea4000 oder Australian Air Warfare Destroyer bezeichnet, ist eine Klasse von drei Lenkwaffenzerstörern der Royal Australian Navy. Die seit September 2017 in Dienst befindlichen Schiffe basieren auf den spanischen Fregatten der Álvaro-de-Bazán-Klasse und ersetzten die ausgemusterten Zerstörer der Perth-Klasse. Das Projekt war auf rund acht Milliarden Australische Dollar veranschlagt.

## Geschichte
Seit der Ausmusterung der Perth-Klasse zwischen 1999 und 2001 verfügte die Australische Marine über keinerlei Fähigkeiten zur weitreichenden Flugabwehr mehr. Zur Schließung dieser Lücke wurde eine neue Klasse von Schiffen projektiert. Aufgrund fehlender Fähigkeiten der eigenen Rüstungsindustrie, Schiffe dieser Größenordnung und Komplexität zu bauen, sah man sich im Ausland nach einem geeigneten Modell um. Nach längerem Hin und Her standen zwei verschiedene Schiffstypen von zwei verschiedenen Herstellern zur Endauswahl; das siegreiche Design sollte dann an die spezifischen australischen Bedürfnisse angepasst und in australischen Werften in Lizenz gebaut werden. Bei den beiden Designs handelte es sich einerseits um eine Variante der spanischen Álvaro-de-Bazán-Klasse und andererseits um eine Variante der amerikanischen Arleigh-Burke-Klasse. Im August 2005 wurde schließlich bekannt, dass das Australische Verteidigungsministerium das amerikanische Design als bevorzugten Bieter ausgewählt hat.
Im Januar 2006 ließ die Marine verlauten, dass die drei zu bauenden Schiffe die Namen Hobart, Brisbane und Sydney tragen werden.
Am 20. Juni 2007 wurde überraschend das F100-Álvaro-de-Bazán-Design der spanischen Werft Navantia als Sieger ausgewählt. Der eigentliche Bau der Schiffe soll durch die Air Warfare Destroyer Alliance erfolgen. Dabei wurde die in Staatsbesitz befindliche Werft Australia Submarine Corporation (ASC) für den Bau der Schiffe verantwortlich, während Raytheon Australia, eine Tochter von Raytheon, die Schiffe ausrüsten wird. Drittes und letztes Mitglied der Air Warfare Destroyer Alliance ist das australische Verteidigungsministerium, welches als Abnehmer der Schiffe fungiert.
Am 15. April 2010 mündete die Entwicklungs- in die Bauphase. Die je 31 Blöcke der Schiffe sollten auf drei Werften gebaut werden, der Hauptauftragnehmer ASC sollte je neun Blöcke der Bugsektionen, BAE Systems je zwölf Rumpfblöcke und Forgacs je zehn Blöcke der Hecksektionen herzustellen. Gleich zu Baubeginn gab es technische Probleme mit Verwindungen an einer von BAE gefertigten Rumpfsektion, die das Projekt verzögert. Als Reaktion darauf wurden 13 Blöcke, die ursprünglich BAE zugeteilt worden waren, unter den anderen australischen Werften verteilt. Bis zu fünf weitere sollen entgegen anfänglicher Planung von Navantia im spanischen Ferrol gefertigt werden.
Am 4. Juni 2014 wurde bekannt, dass die bestellten Schiffe mindestens einige Hundert Millionen Dollar teurer werden und erst später als geplant, 2015 ausgeliefert werden sollen. Die HMAS Hobart wurde als erstes Schiff schließlich am 15. Juni 2017 ausgeliefert.

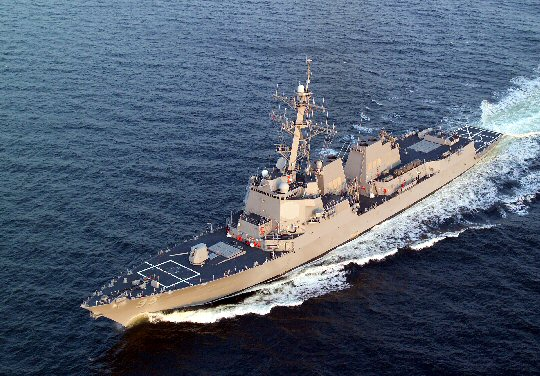
Arleigh-Burke-Design

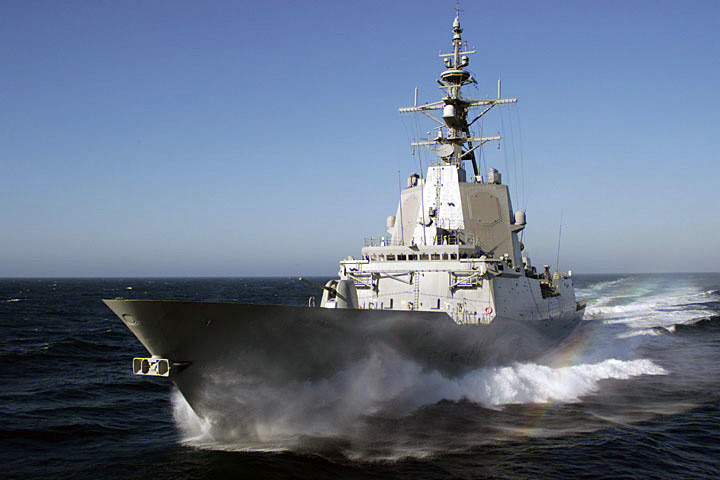
Álvaro-de-Bazán-Design

Vergleich
|                                 | Álvaro-de-Bazán-Variante                  | Arleigh-Burke-Variante                    |
| Länge                           | 146,7 m                                   | 148 m                                     |
| Breite                          | 18,6 m                                    | 21,3 m                                    |
| Wasserverdrängung               | 5800 t                                    | 8100 t                                    |
| Höchstgeschwindigkeit           | 29 kn                                     | 29 kn                                     |
| Reichweite                      | 4800 sm bei 18 kn                         | 5500 sm bei 18 kn                         |
| Besatzung                       | 180                                       | 220                                       |
| Kampfführungssystem             | Aegis                                     | Aegis                                     |
| VLS-Zellen                      | 48                                        | 90–96                                     |
| Harpoon-Seezielflugkörper       | 8                                         | 8                                         |
| Torpedos                        | 6                                         | 6                                         |
| Hauptgeschütz                   | 1 × 127 mm Mark-45-Leichtgewichtsgeschütz | 1 × 127 mm Mark-45-Leichtgewichtsgeschütz |
| Nahbereichsverteidigungssysteme | 1                                         | 2                                         |
| Hubschrauber                    | 1 × Seahawk                               | 2 × Seahawk/NFH-90                        |

## Technik

### Schiff
Die Schiffe sollen bei einer Länge von 146,7 m, einer Breite von 18,8 m einen Tiefgang von 7,2 m und eine Wasserverdrängung von etwa 7000 t haben. Die Besatzungsstärke soll bei ca. 180 Personen liegen. Zudem sollen Unterbringungsmöglichkeiten für etwa weitere 40 Personen, beispielsweise Spezialeinheiten oder Boardingteams, vorhanden sein.

### Elektronik
Das zentrale Element der Elektronik ist das Aegis-Kampfsystem des US-amerikanischen Herstellers Lockheed Martin. Aegis ist ein integriertes Führungs-, Feuerleit- und Aufklärungssystem. Es übernimmt Aufgaben wie Ortung, Verfolgung und Feuerleitung von See- und Luftzielen sowie die Lagedarstellung. Zentrale Komponenten des Systems sind die Operationszentrale des Schiffes sowie die AN/SPY-1D(V) Radaranlage. Sie verleiht dem Schiff mit vier flachen und nicht beweglichen Antennen enormer Größe ein charakteristisches Aussehen. Ess handelt sich dabei um Antennen mit passiver elektronischer Strahlschwenkung, d. h. die Antennen selbst werden nicht bewegt. Dies ermöglicht den Verzicht auf bewegliche Teile, was die Zuverlässigkeit erhöht. Ein weiterer Vorteil ist die wesentlich größere Leistungsfähigkeit, insbesondere bei der gleichzeitigen Verfolgung einer großen Anzahl Ziele sowie der Reichweite.
Außerdem soll ein Sonar eingebaut werden. Über die weitere Elektronik (z. B. Navigationsradar usw.) ist nichts bekannt. Die Schiffe sollen auch als Flaggschiffe eingesetzt werden können, wofür es weiterer spezifischer Elektronik bedarf.

### Bewaffnung
Als Hauptbewaffnung verfügt die Hobart-Klasse über das US-amerikanische Mk 41 Vertical Launching System mit 48 Zellen. Für eine umfassende Luftabwehr können diese mit Flugkörpern vom Typ RIM-66 SM-2 und RIM-162 ESSM bestückt werden. Letztere werden dabei in sogenannten „Quad-Packs“ von vier Flugkörpern pro Zelle mitgeführt. Zur Schiffsabwehr verfügt die Hobart-Klasse über acht Seezielflugkörper vom Typ AGM-84 Harpoon. Zur U-Boot-Abwehr sind zwei Mark 32 (Mod 9) SVTT Dreifachtorpedowerfer für Torpedos vom Typ MU90 vorhanden.
Als Hauptgeschütz wird das 5"/62 Mark 45 (Mod 4) Leichtgewichtsgeschütz von BAE Systems verwendet. Dabei handelt es sich um ein 5-Zoll-Mehrzweckgeschütz, was einem Kaliber von 127 mm entspricht, mit 62 Kaliberlängen. Damit ist die Royal Australian Navy erstmals in der Lage, auch gelenkte, reichweitengesteigerte Munition zur Landzielbekämpfung einzusetzen. Als Nahbereichsverteidigungssystem zur Abwehr von anfliegenden Flugkörpern ist eine Phalanx CIWS (Block 1B) verbaut. Ungewöhnlich bei der Hobart-Klasse ist, dass nur eine Phalanx verbaut ist, da normalerweise zwei verwendet werden, um eine 360°-Abwehr sicherzustellen. Zur Abwehr von Speedboatangriffen sind zwei 25-mm-M242 Bushmaster Maschinenkanonen vorhanden.
Jedes Schiff der Hobart-Klasse führt einen Helikopter vom Typ MH-60R Seahawk mit.

### Kampfwertsteigerungen
Bereits vor der Indienststellung der ersten Einheit im September 2017 wurde über Kampfwertsteigerungen der Zerstörer nachgedacht. Der Schwerpunkt der Überlegungen liegt dabei auf dem Mk 41 Vertical Launching System, da dieses kompatibel zu weiteren Flugkörpern vom Typ SM-3, SM-6 und BGM-109 Tomahawk ist. Die Ausrüstung mit der RIM-174 SM-6 ERAM würde die Langstrecken-Luftabwehrfähigkeiten der Hobart-Klasse erheblich steigern. Deutlich konkreter sind bereits die Überlegungen über einen Einstieg ins US-amerikanische Standard Missile SM-3 Projekt, welches das Abfangen ballistischer Raketen zum Ziel hat. Für beide Flugkörper wäre eine wesentlich leistungsfähigere Radaranlage mit aktiver elektronischer Strahlschwenkung (AESA) sinnvoll. Die Ausrüstung mit Tomahawk-Marschflugkörpern, die ebenfalls aus dem Mk 41 VLS abgeschossen werden könnten, würden die Landangriffsfähigkeit massiv steigern, gilt aber vorläufig als relativ unwahrscheinlich. Während der Entwurfs- und Bauphase wurden häufig die Fähigkeit zum Einsatz von Drohnen diskutiert. Da dies zunächst nicht umgesetzt wurde, ist eine derartige Nachrüstung bei zukünftigen Kampfwertsteigerungen sehr wahrscheinlich.

### Stealth-Technologie
Die Hobart-Klasse ist wie die meisten derzeit in Beschaffung oder in Planung befindlichen Zerstörer nach Stealth-Prinzipien gebaut. Das heißt, dass die Schiffe auf die Reduzierung ihrer Radarsignatur optimiert, um die Ortung zu erschweren. Dazu müssen sämtliche Außenwände schräg gestellt und speziell beschichtet werden; auch die Raketenstarter, Geschütze, Beiboote etc. müssen entsprechend verkleidet werden. Ebenfalls reduziert wird die Wärmeabstrahlung, um die Wahrscheinlichkeit einer Erfassung durch Infrarot-Sensoren zu reduzieren. In einem komplizierten Verfahren werden zu diesem Zweck die Abgase mit kalter Luft durchmischt, bevor sie ausgestoßen werden. Sollte das Schiff trotz dieser Gegenmaßnahmen erfasst werden, soll es nach den Planungen nur als sehr kleines Objekt wahrgenommen werden. Die sehr hohen Kosten dieser Technologie stellen einen bedeutenden finanziellen Anteil bei der Beschaffung der Hobart-Klasse dar.

## Einheiten
| Kennung | Name                | Kiellegung        | Stapellauf        | Indienststellung   | Verbleib |
| ------- | ------------------- | ----------------- | ----------------- | ------------------ | -------- |
| DDG 39  | HMAS Hobart (III)   | 6. September 2012 | 23. Mai 2015      | 23. September 2017 | aktiv    |
| DDG 41  | HMAS Brisbane (III) | 3. Februar 2014   | 15. Dezember 2016 | 27. Oktober 2018   | aktiv    |
| DDG 42  | HMAS Sydney (V)     | 19. November 2015 | 19. Mai 2018      | 19. Mai 2020       | aktiv    |